# Хохштеттер, Кристиан
Кристиан Хохштеттер (нем. Christian Hochstätter, родился 19 октября 1963 года в Аугсбурге) — немецкий футболист и футбольный функционер. Выступал на позиции полузащитника.

## Игровая карьера
Воспитанник школы клуба «Аугсбург», с которым в возрасте 19 лет выиграл Баварскую футбольную лигу в 1982 году. С 1982 по 1998 годы был бессменным игроком мёнхенгладбахской «Боруссии», за которую провёл 339 матчей в Бундеслиге, отличился 55 раз. В 1992 году вышел в финал Кубка Германии, где потерпел поражение от «Ганновера 96», в 1995 году снова вышел в финал, но уже праздновал победу над «Вольфсбургом» со счётом 3:0.
Провёл 2 матча за олимпийскую сборную Германии (1 гол). В декабре 1987 года сыграл два товарищеских матча за сборную Германии против Бразилии и Аргентины. С 1984 по 1990 годы играл за молодёжную сборную, в восьми матчах забил один гол — 28 марта 1990 года в ответном матче четвертьфинала молодёжного чемпионата Европы в ворота сборной СССР (Германия в овертайме проиграла 1:2).

## Тренерская карьера
В 1999 году Хохштеттер стал спортивным директором мёнхенгладбахской «Боруссии», покинув пост в апреле 2005 года — причиной стало недовольство клуба политикой Хохштеттера, который вынудил клуб сменить трёх тренеров за последние два года (в том числе и Дика Адвоката). В январе 2007 года назначен спортивным директором «Ганновера 96», сменив на этом посту Илью Кенцига, который занял пост в ноябре 2006 года. Контракт был рассчитан до 30 июня 2009 года, но Хохштеттер был уволен в январе 2009 года. Пресса предполагала, что он может занять аналогичную должность в петербургском «Зените».
Около года Хохштеттер работал спортивным агентом в агентстве 'Stars & Friends. Получив образование в области спортивного менеджмента и финансовой деятельности, работал в дюссельдорфском агентстве по управлению активами и бизнес-консультации, а также в кёльнском рекламном агентстве. С 8 июня 2013 года работал менеджером клуба «Бохум», 7 февраля 2018 года уволен со своего поста.

## Достижения
«Боруссия» (Мёнхенгладбах)
- Обладатель Кубка Германии: 1994/95
- Финалист Кубка Германии: 1983/84, 1991/92